# Cmentarz katolicki w Komárnie
Cmentarz katolicki w Komárnie (słow. Komárno Chránené hroby Katolícky cintorín) – cmentarz katolicki w Komárnie w kraju nitrzańskim. 

## Opis

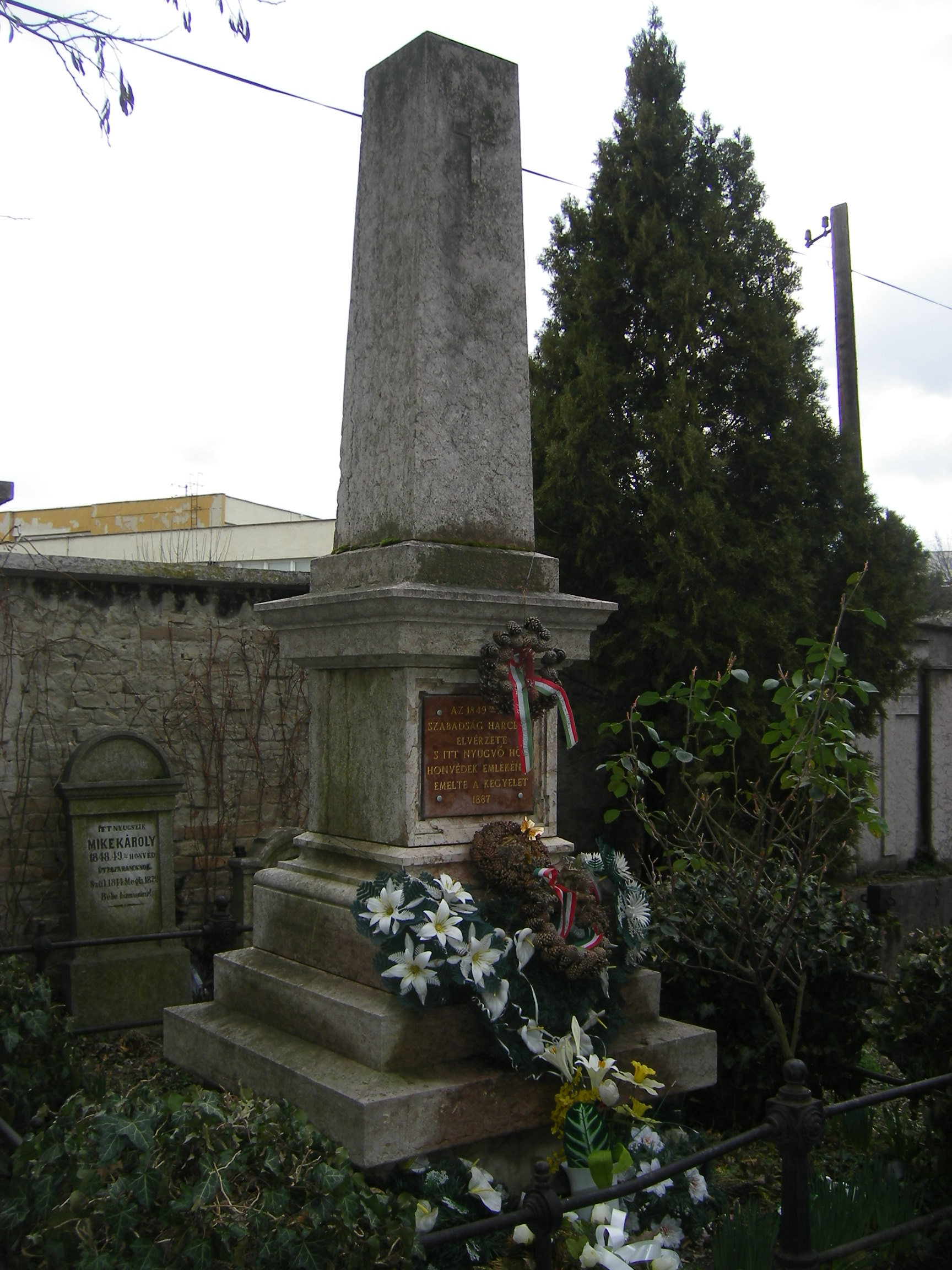
Pomnik poległych w powstaniu węgierskim w latach 1848–1849

Cmentarz założony w 1785 roku i znajdujący się w jednym kompleksie razem z cmentarzem ewangelickim (z najstarszym grobem z 1792 oraz grobowcem rodziny Csetke-Nádosy strzeżonym przez dwa sfinksy), reformowanym (z najstarszym grobem z 1849) oraz żydowskim. 
Na cmentarzu katolickim najstarszy zapis pochodzi z 1852 roku i znajduje się na nim ok. 90 grobów. Pochowane zostały na nim osoby ważne dla powiatu Komárno m.in. Gyulu Alapyho (1872–1936) główny archiwista okręgowy, dyrektor muzeum, historyk, polityk; József Amtman (1781–1852) burmistrz Komárna, Angel Belloniho (1820–1895) kupiec, György Fektor (1857–1933) słynny cukiernik, Ilona Ledermeyer (1871–1962) założycielka szkoły muzycznej.
W roku 1887 ufundowano pomnik poległych w powstaniu węgierskim w latach 1848–1849. Na cmentarzu znajduje się także wspólna mogiła 102 rewolucjonistów poległych w bitwach pod Komarnem 1 maja 1919 r. oraz krypta benedyktynów. W 1921 r. powstał pomnik ku czci 950 żołnierzy zmarłych w szpitalu wojskowym w  Komárnie w czasie I wojny światowej. W 1928 r. ufundowano czechosłowackich żołnierzy poległych z tablicą pamiątkową zawierającą 25 nazwisk poległych, w 1948 r. wybudowano pomnik ku pamięci zamordowanych przez faszystów w czasie II wojny światowej. 

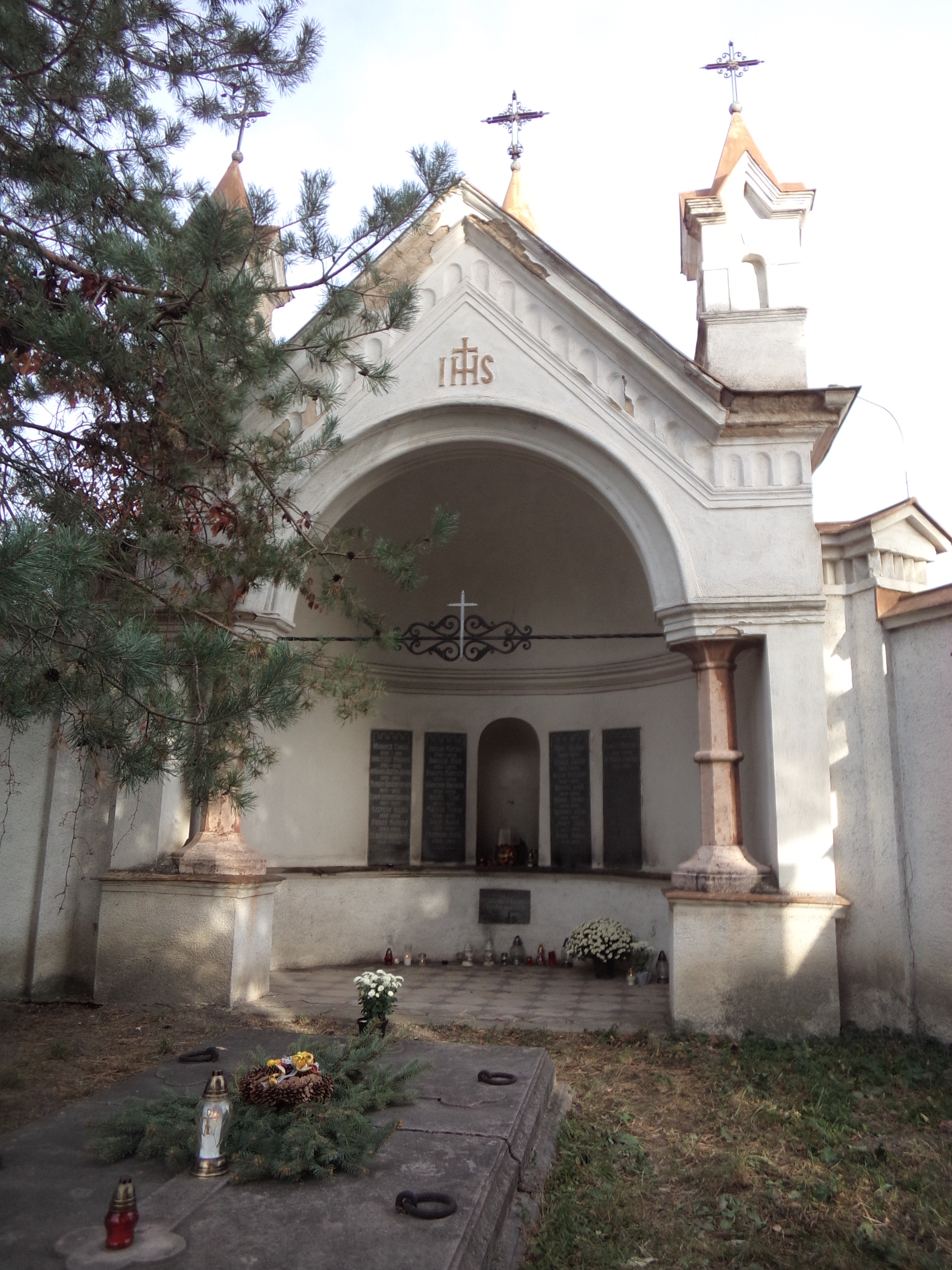
Krypta benedyktynów, Komárno

## Galeria

Cmentarz katolicki w Komárnie
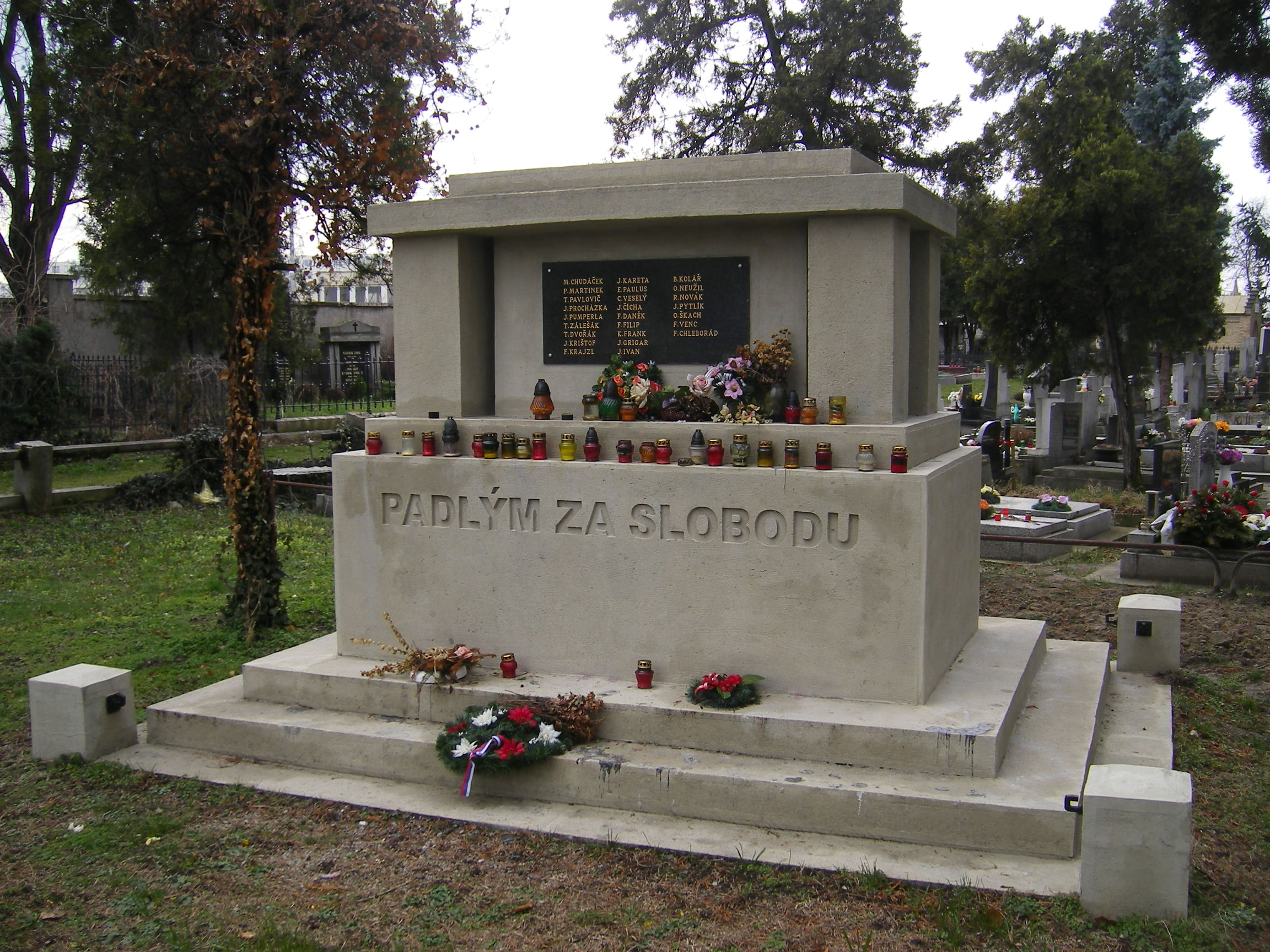
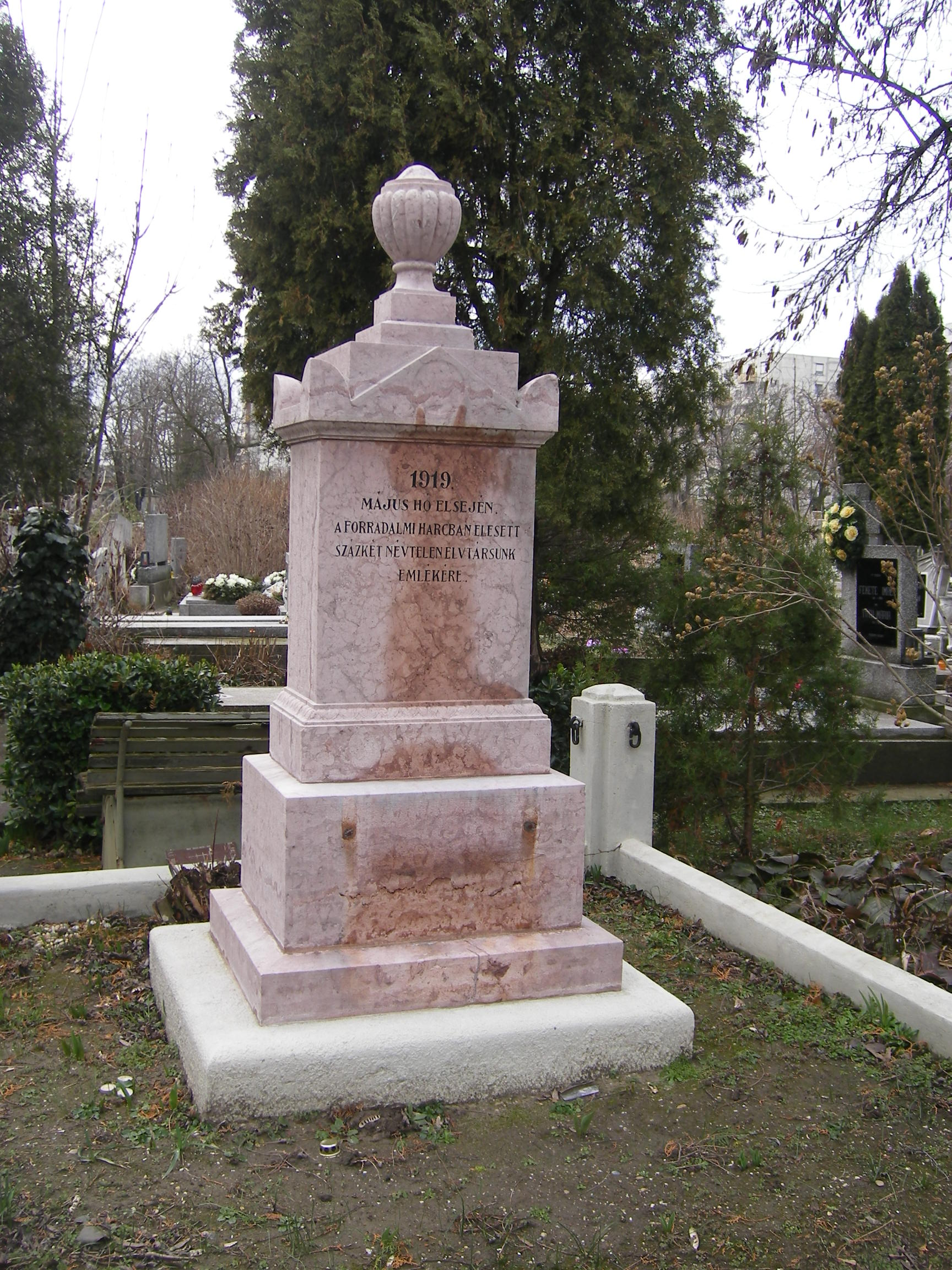
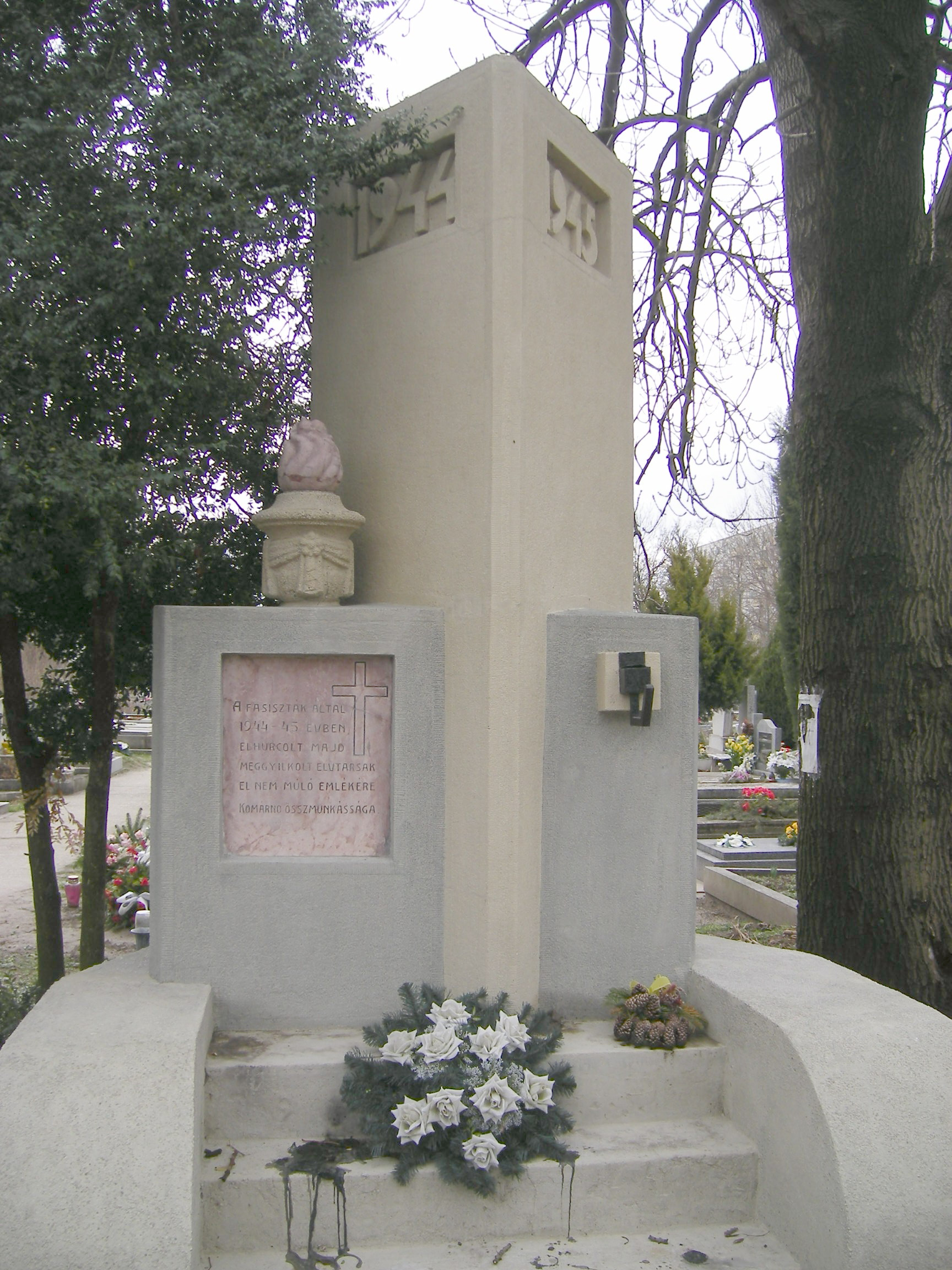
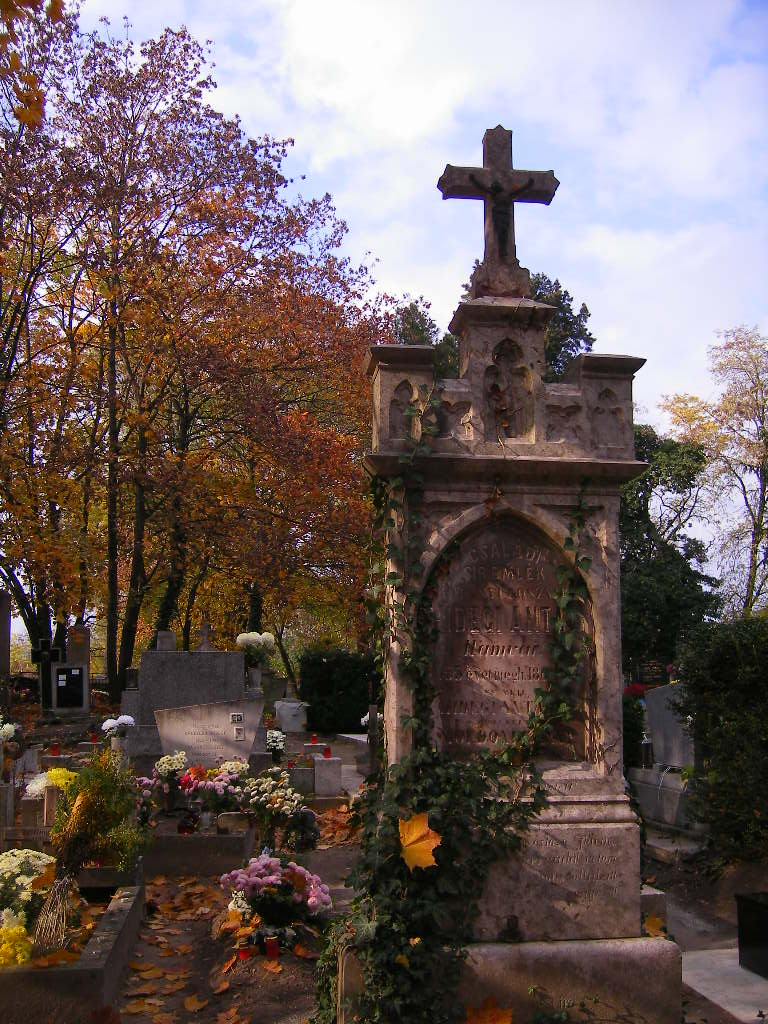